# ماریا پالما پتروئولو
ماریا پالما پتروئولو (ایتالیایی: Maria Palma Petruolo؛ زادهٔ ۲۸ مارس ۱۹۸۹) بازیگر اهل ایتالیا است.
از فیلم‌ها یا مجموعه‌های تلویزیونی که وی در آن‌ها نقش داشته است، می‌توان به داک وست اشاره نمود.